# Pipe Mania
Pipe Mania es un videojuego de puzle cuya primera versión fue desarrollada en 1989 por The Assembly Line para Amiga.

## Trama
El título está protagonizado por un fontanero, Alfonzo, cuyo objetivo es encajar piezas de tubería que aparecen aleatoriamente en una matriz en la que hay un grifo del que sale agua para llevarla a un sumidero.

## Conversiones
LucasFilm Games hizo versiones para otras máquinas bajo el nombre de Pipe Dream.
La versión para Windows fue incluida en la colección Microsoft Entertainment Pack.
Enigma Variations creó una versión para el ordenador SAM Coupé
Varios teléfonos Nokia antiguos tienen una versión con el nombre de Canal Control.

## Remakes
Posteriormente se lanzaron versiones para las siguientes generaciones de consolas, como PlayStation (bajo el nombre Pipe Dreams 3D). En 2008, Planeta DeAgostini Interactive distribuyó en España una nueva versión del juego para PC, PS2, NDS y PSP. La trama de la versión se vuelve a centrar en el fontanero Alfonzo Senior que, después de enriquecerse con la primera parte, se trasladó junto con su familia a una isla que necesitará de más de un arreglo de fontanería. La empresa británica de videojuegos Empire Interactive ha sido el publisher de esta nueva edición.